# Double capture électronique
La double capture électronique est un type de radioactivité de certains isotopes. Pour un nucléide donné de nombre de masse A et de numéro atomique Z, ce mode de radioactivité n'est possible que si la masse du nucléide obtenu (A ; Z-2) est inférieure à celle du nucléide initial.
Dans ce type de radioactivité, deux électrons du cortège électronique sont capturés par deux protons du noyau, devenant ainsi deux neutrons. Deux neutrinos sont émis dans cette transformation. Le nombre de neutrons augmente de 2, et le nombre de protons décroît de 2, le nombre de masse A restant alors inchangé. Par ce changement du nombre de protons, ce mode de radioactivité transforme le nucléide en un autre élément chimique, comme dans le mode de capture électronique simple. Exemple :
Dans la plupart des cas, ce mode est masqué par d'autres modes plus probables, mais lorsque tous les autres modes sont impossibles ou très réduits, il devient le mode principal de radioactivité. Il existe une trentaine isotopes radioactifs naturels qui pourraient produire la double capture électronique[réf. souhaitée] mais celle-ci n'a été observée de manière directe que pour le xénon 124 et de manière indirecte que pour le baryum 130 et le krypton 78. Une des raisons est la très faible probabilité de ce mode de radioactivité (les demi-vies prédites sont de l'ordre, voire supérieures à 1020 ans). Une autre raison est que les seules particules détectables dans ce mode sont les rayons X et les électrons Auger, qui sont émis par les couches électroniques excitées par l'absorption des deux électrons et la variation des niveaux d'énergie. Dans l'échelle des énergies d'émission (de 1 à 10 keV), le rayonnement de fond est généralement élevé. Ainsi la détection de la double capture électronique est-elle plus difficile que celle de la double émission β.

## Modes «exotiques» de double capture électronique
Il existe d'autres types de radioactivité lors d'une double capture électronique. Si la différence de masse entre le noyau initial et final est plus grande que la masse des deux électrons (1,022 MeV), l'énergie libérée est suffisante pour permettre un autre mode : la capture électronique avec émission de positron. Il advient conjointement avec la double capture électronique, leurs proportions respectives dépendant des propriétés du noyau concerné. Lorsque la différence de masse est supérieure à celle de quatre électrons (2,044 MeV), un troisième mode – la double émission de positron – est possible.
Seulement six isotopes radioactifs naturels peuvent présenter simultanément ces trois modes de radioactivité.[réf. souhaitée]

## La double capture électronique sans neutrinos
Le processus initialement décrit, soit la capture de deux électrons avec émission de deux neutrinos (la double capture électronique avec double émission neutronique) est permis par le modèle standard des particules : aucune loi de conservation (y compris la conservation du nombre leptonique) n'est violée. Mais dans le cas où le nombre leptonique n'est pas conservé, un autre mode de ce type de radioactivité est possible : la double capture électronique sans neutrinos. Dans ce cas deux électrons sont capturés par le noyau, mais les neutrinos ne sont pas émis. L'énergie est alors émise par un rayon gamma. Ce mode n'a jamais été observé, et contredirait le modèle standard s'il était détecté.

## Mise en évidence expérimentale

### Krypton 78
La demi-vie mesurée du krypton 78 est de 9,2 × 1021 ans.

### Baryum 130
La décroissance du baryum 130 par ce processus a pu être mise en évidence sur la base d'arguments géochimiques,,. Plus précisément, ces études géochimiques permettent de donner un temps de vie global correspondant à l'ensemble des décroissances bêta : double désintégration bêta, double capture électronique et combinaison d'une capture électronique et d'une désintégration bêta plus. Cependant, des calculs théoriques permettent d'estimer les temps de demi-vie des différents processus à 1,7 × 1029 années pour la double désintégration bêta, à 1,0 × 1023 années pour la combinaison de la capture électronique et de la désintégration bêta plus et à 4,2 × 1021 années pour la double capture électronique. Ce dernier processus étant au moins 100 fois plus rapide que les deux autres processus, le temps de demi-vie global est uniquement composé de la contribution de la double capture électronique.

### Xénon 124
En 2019, les physiciens de l'expérience XENON, destinée essentiellement à la recherche de la matière noire, annonce être parvenue à détecter 160 désintégrations, par double capture électronique, d'atomes de xénon 124 contenus dans un réservoir de 1 000 kg de xénon pur,. Ils en déduisent que le xénon 124 a une demi-vie de (1,8 ± 0,6) × 1022 ans, la plus longue demi-vie jamais mesurée par double capture électronique.